# Promozione 1967-1968
Nella stagione 1967-68 la Promozione era il 5º livello del calcio italiano. Il campionato è strutturato su vari gironi all'italiana su base regionale.
A seguito di varie e pressanti richieste da parte del Comitato Regionale Lombardo F.I.G.C. L.N.D. la Lega Nazionale Dilettanti accettò nel 1967 la proposta di esperimento avanzata dalle società lombarde. In concomitanza e conseguenza dell’allargamento della categoria superiore, le regioni maggiori si erano viste accordare un secondo posto per la promozione. Le squadre vollero dunque creare un campionato regionale di qualità a soli due gironi, in modo da garantire l’ascesa alla sua vincitrice: da qui il nome appunto di Promozione, in disuso da dieci anni.
La L.N.D., dopo un anno di prova, verificò la "bontà" della scelta lombarda e solo in seguito, con modalità differenti da regione a regione, applicò i cambiamenti approvati e li mandò alla fase di attuazione su scala nazionale.
Il campionato di Promozione 1967-1968 fu giocato solo in Lombardia e in Campania. Nelle altre regioni nella stessa stagione fu giocato il campionato di Prima Categoria. Non tutte le altre regioni si adeguarono ai cambiamenti voluti dalla F.I.G.C.. Alcune (Piemonte, Liguria, Toscana, Lazio e Sardegna) passarono alla Promozione a partire dalla stagione 1968-1969, altre (Friuli-Venezia Giulia e Marche) dal 1969-1970, altre ancora (Veneto, Emilia-Romagna, Abruzzo, Puglia, Calabria e Sicilia) dal 1970-1971, poi il Trentino-Alto Adige dal 1974-1975 ed infine la Basilicata e l'Umbria dal 1976-1977.
In questa stagione a parità di punteggio non era prevista alcuna discriminante: le squadre a pari punti erano classificate a pari merito (la F.I.G.C. in questa stagione non teneva conto della differenza reti, la utilizzava solo per il Settore Giovanile).

In caso di assegnazione di un titolo sportivo (sia per la promozione che per la retrocessione) era previsto uno spareggio in campo neutro.

## Campionati
Promozione
- Promozione Campania 1967-1968
- Promozione Lombardia 1967-1968

Prima Categoria
- Prima Categoria Abruzzo 1967-1968
- Prima Categoria Basilicata 1967-1968
- Prima Categoria Calabria 1967-1968
- Prima Categoria Emilia-Romagna 1967-1968
- Prima Categoria Friuli-Venezia Giulia 1967-1968
- Prima Categoria Lazio 1967-1968
- Prima Categoria Liguria 1967-1968
- Prima Categoria Marche 1967-1968
- Prima Categoria Piemonte-Valle d'Aosta 1967-1968
- Prima Categoria Puglia 1967-1968
- Prima Categoria Sardegna 1967-1968
- Prima Categoria Sicilia 1967-1968
- Prima Categoria Toscana 1967-1968
- Prima Categoria Trentino-Alto Adige 1967-1968
- Prima Categoria Umbria 1967-1968
- Prima Categoria Veneto 1967-1968

## Lombardia

### Stagione
Il campionato di Promozione Lombarda 1967-68 è stato il 12º campionato di Promozione organizzato in Italia dal Comitato Regionale Lombardo.
Per il C.R.L. il passaggio fu abbastanza laborioso: si dovevano ridurre 5 gironi di 1.a Categoria in modo da comporre solo 2 gironi di Promozione, inserendo i normali spareggi-promozione d'accesso alla Serie D (2 posti su 5 vincenti gironi) con le retrocessioni dalla Serie D ed il necessario assestamento della nuova 1.a Categoria.
A calcoli fatti si programmarono 2 gironi di Promozione a 16 squadre stabilendo che 
sarebbero state ammesse dalla 1.a Categoria:
- 3 squadre non promosse agli spareggi-promozione;
- 30 squadre classificate tra il 2.o ed il 7.o posto;
- le eventuali retrocessioni dalla Serie D (nella stagione 1966-67 non ce ne furono).

Le (33) squadre si ridussero a (32) perché il Vigevano (2º classificato del girone E di 1.a Categoria 1966-67) fu ammesso alla Serie D a completamento organici.
La Promozione stabilita in 2 gironi dava il vantaggio di non dover effettuare gli spareggi-promozione promuovendo direttamente le vincenti alla Serie D.
Le tre ultime classificate dei due gironi retrocedono ai 4 gironi di 1.a categoria garantendo al C.R.L. 2 posti vacanti per poter gestire eventuali riammissioni sub-judice a completamento organici.

### Girone A

#### Squadre partecipanti
| Squadra                         | Città                    |
| ------------------------------- | ------------------------ |
| A.C. Atro Biassono              | Biassono (MI)            |
| U.S. Aurora Brollo Desio        | Desio (MI)               |
| U.S. Caratese                   | Carate Brianza (MI)      |
| F.B.C. Cinisello                | Cinisello Balsamo (MI)   |
| S.S. Dalmine                    | Dalmine (BG)             |
| G.S. Falck Milano               | Vobarno (BS)             |
| U.S. Folgore Verano             | Verano Brianza (MI)      |
| A.S.C. Leffe                    | Leffe (BG)               |
| A.C. Lumezzane                  | Lumezzane (BS)           |
| G.S. M.T.C. Meda                | Meda (MI)                |
| A.S. Niggeler & Küpfer Capriolo | Capriolo (BS)            |
| U.S. Ponte San Pietro           | Ponte San Pietro (BG)    |
| S.S. Pro Lissone                | Lissone (MI)             |
| Calcistica Romanese             | Romano di Lombardia (BG) |
| U.S. Stezzanese                 | Stezzano (BG)            |
| U.S. Vimercatese                | Vimercate (MI)           |

#### Classifica finale
|  | Pos. | Squadra                    | Pt | G  | V  | N  | P  | GF | GS | DR  |
|  | ---- | -------------------------- | -- | -- | -- | -- | -- | -- | -- | --- |
|  | 1.   | Ponte San Pietro           | 37 | 30 | 14 | 9  | 7  | 45 | 29 | +16 |
|  | 2.   | Leffe                      | 33 | 30 | 11 | 11 | 8  | 39 | 26 | +13 |
|  | 2.   | Stezzanese                 | 33 | 30 | 11 | 11 | 8  | 31 | 27 | +4  |
|  | 2.   | Aurora Brollo Desio        | 33 | 30 | 9  | 15 | 6  | 27 | 26 | +1  |
|  | 5.   | Romanese                   | 32 | 30 | 10 | 12 | 8  | 30 | 25 | +5  |
|  | 5.   | Dalmine                    | 32 | 30 | 9  | 14 | 7  | 29 | 25 | +4  |
|  | 5.   | Pro Lissone                | 32 | 30 | 9  | 14 | 7  | 30 | 27 | +3  |
|  | 8.   | Falck Milano               | 31 | 30 | 13 | 5  | 12 | 36 | 32 | +4  |
|  | 8.   | MCT Meda                   | 31 | 30 | 11 | 9  | 10 | 26 | 22 | +4  |
|  | 8.   | Lumezzane                  | 31 | 30 | 12 | 7  | 11 | 27 | 27 | 0   |
|  | 8.   | Caratese                   | 31 | 30 | 10 | 11 | 9  | 28 | 34 | -6  |
|  | 12.  | Folgore Verano             | 27 | 30 | 8  | 11 | 11 | 31 | 36 | -5  |
|  | 13.  | Niggeler & Küpfer Capriolo | 26 | 30 | 8  | 10 | 12 | 28 | 34 | -6  |
|  | 14.  | Atro Biassono              | 26 | 30 | 8  | 10 | 12 | 33 | 39 | -6  |
|  | 15.  | Vimercatese                | 25 | 30 | 10 | 5  | 15 | 29 | 39 | -10 |
|  | 16.  | Cinisello                  | 20 | 30 | 7  | 6  | 17 | 21 | 42 | -21 |

Legenda:
      Promosso in Serie D e amesso alla finale per il titolo.
      Retrocesso in  Prima Categoria 1968-1969.
  Retrocesso in Prima Categoria e in seguito riammesso.
Regolamento:
Due punti a vittoria, uno a pareggio, zero a sconfitta.

### Spareggio salvezza/retrocessione
|               | Risultato |                            | Luogo e data            |  |
| ------------- | --------- | -------------------------- | ----------------------- |  |
| Atro Biassono | 0 - 1     | Niggeler & Küpfer Capriolo | Stezzano, 2 giugno 1968 |  |
|               |           |                            |                         |  |

### Girone B

#### Squadre partecipanti
| Squadra               | Città                      |
| --------------------- | -------------------------- |
| S.S. Audax Ignis      | Gavirate (VA)              |
| G.S. Banco Ambrosiano | Milano                     |
| G.S. Carlo Mocchetti  | San Vittore Olona (MI)     |
| U.S. Caronnese        | Caronno Pertusella (VA)    |
| A.C. Crema            | Crema (CR)                 |
| F.B.C. Casteggio 1898 | Casteggio (PV)             |
| U.S. Melegnanese      | Melegnano (MI)             |
| U.S. Mortara          | Mortara (PV)               |
| A.C. Parabiago        | Parabiago (MI)             |
| U.S. Pontolliese      | Ponte dell'Olio (PC)       |
| A.C. Pro Piacenza     | Piacenza                   |
| U.S. Rescaldinese     | Rescaldina (MI)            |
| A.C. Sant'Angelo      | Sant'Angelo Lodigiano (MI) |
| A.C. Sanyo            | Milano                     |
| S.S. Sommese          | Somma Lombardo (VA)        |
| U.S. Uboldese         | Uboldo (VA)                |

#### Classifica finale
|  | Pos. | Squadra          | Pt | G  | V  | N  | P  | GF | GS | DR  |
|  | ---- | ---------------- | -- | -- | -- | -- | -- | -- | -- | --- |
|  | 1.   | Sant'Angelo      | 40 | 30 | 16 | 8  | 6  | 40 | 15 | +25 |
|  | 2.   | Crema            | 38 | 30 | 15 | 8  | 7  | 45 | 20 | +25 |
|  | 3.   | Parabiago        | 35 | 30 | 13 | 9  | 8  | 42 | 28 | +14 |
|  | 3.   | Carlo Mocchetti  | 35 | 30 | 14 | 7  | 9  | 34 | 24 | +10 |
|  | 5.   | Sanyo            | 34 | 30 | 11 | 12 | 7  | 42 | 30 | +12 |
|  | 5.   | Pro Piacenza     | 34 | 30 | 10 | 14 | 6  | 38 | 32 | +6  |
|  | 7.   | Pontolliese      | 33 | 30 | 11 | 11 | 8  | 40 | 34 | +6  |
|  | 8.   | Melegnanese      | 31 | 30 | 9  | 13 | 8  | 27 | 21 | +6  |
|  | 8.   | Mortara          | 31 | 30 | 9  | 13 | 8  | 37 | 32 | +5  |
|  | 8.   | Caronnese        | 31 | 30 | 12 | 7  | 11 | 38 | 35 | +3  |
|  | 11.  | Banco Ambrosiano | 28 | 30 | 8  | 12 | 10 | 34 | 46 | -12 |
|  | 12.  | Audax Ignis      | 27 | 30 | 10 | 7  | 13 | 31 | 37 | -6  |
|  | 13.  | Rescaldinese     | 26 | 30 | 8  | 10 | 12 | 36 | 46 | -10 |
|  | 14.  | Casteggio 1898   | 26 | 30 | 9  | 8  | 13 | 25 | 31 | -6  |
|  | 15.  | Sommese          | 21 | 30 | 5  | 11 | 14 | 28 | 49 | -21 |
|  | 16.  | Uboldese         | 10 | 30 | 2  | 6  | 22 | 20 | 77 | -57 |

Legenda:
      Promosso in Serie D e amesso alla finale per il titolo.
      Retrocesso in  Prima Categoria 1968-1969.
  Retrocesso in Prima Categoria e in seguito riammesso.
Regolamento:
Due punti a vittoria, uno a pareggio, zero a sconfitta.

### Spareggio salvezza/retrocessione
|                | Risultato |              | Luogo e data           |  |
| -------------- | --------- | ------------ | ---------------------- |  |
| Casteggio 1898 | 0 - 2     | Rescaldinese | Mortara, 2 giugno 1968 |  |
|                |           |              |                        |  |

### Finale per il titolo
|                  | Risultati |                  | Luogo e data                          |
| ---------------- | --------- | ---------------- | ------------------------------------- |
| Ponte San Pietro | 2 - 0     | Sant'Angelo      | Ponte San Pietro, 9 giugno 1968       |
| Sant'Angelo      | 2 - 1     | Ponte San Pietro | Sant'Angelo Lodigiano, 16 giugno 1968 |
|                  |           |                  |                                       |

- Il Ponte San Pietro è campione Lombardo di Promozione e promosso in Serie D.

## Campania

### Stagione
Comitato Regionale Campano, Piazza S.Maria degli Angeli 1 - Napoli, telefono 392.295.
- Presidente - Vincenzo Montuori
- Segretario - Dott. Nicola Arcasenza
- Componenti - Adone Baroni, Alfredo Buongiorno, Giuseppe Cascone, Gaetano Manfrecola e Francesco Senese.
- Giudice Sportivo - Gerardo Gogna (sostituti: Ciro Scognamiglio e Enzo Del Verme).
- Commissario Tecnico Regionale - Gaetano Manfrecola.

Comitati Provinciali: 
Avellino, Benevento, Campobasso, Caserta, Napoli e Salerno.
Per quanto attiene all'istituzione dei campionati di Promozione, risulta sia dagli archivi della Gazzetta dello Sport dell'anno 1967-68 che dall'Almanacco Illustrato del Calcio anno 1969 ( pagina 9 ) - Edizioni Carcano, che anche in Campania fu dato avvio al primo campionato di Promozione.

### Girone A

#### Squadre partecipanti
| Club                 | Città                         |
| -------------------- | ----------------------------- |
| U.S. Aenaria         | Lacco Ameno (NA)              |
| S.P. Afragolese      | Afragola (NA)                 |
| A.S. Alba XXIII      | Pozzuoli (NA)                 |
| U.S. Arzanese        | Arzano (NA)                   |
| S.P. Barrese         | Napoli-Barra                  |
| S.S. Giugliano       | Giugliano in Campania (NA)    |
| A.C. Ilva Bagnolese  | Napoli-Bagnoli                |
| A.C. Interfrattese   | Frattamaggiore (NA)           |
| U.S. Juve-Gladiator  | Santa Maria Capua Vetere (CE) |
| A.C. Juve S.A.F.F.A. | Napoli                        |
| S.C. Juvenes         | Campobasso                    |
| A.S. Posillipo       | Napoli                        |
| A.S. Quarto          | Quarto (NA)                   |
| Pol. Sanfeliciana    | San Felice a Cancello (CE)    |
| S.S.C. Santantimese  | Sant’Antimo (NA)              |
| F.B.C. Vomero        | Napoli                        |

#### Classifica finale
|  | Pos. | Squadra             | Pt | G  | V  | N  | P  | GF | GS  | DR   |
|  | ---- | ------------------- | -- | -- | -- | -- | -- | -- | --- | ---- |
|  | 1.   | Vomero              | 44 | 30 | 17 | 10 | 3  | 45 | 14  | +31  |
|  | 2.   | Alba XXIII          | 41 | 30 | 15 | 11 | 4  | 68 | 22  | +46  |
|  | 3.   | Arzanese            | 40 | 30 | 14 | 12 | 4  | 35 | 20  | +15  |
|  | 4.   | Ilva Bagnolese (-1) | 36 | 30 | 15 | 7  | 8  | 41 | 24  | +17  |
|  | 5.   | Juve Gladiator      | 35 | 30 | 10 | 15 | 5  | 37 | 23  | +14  |
|  | 6.   | Interfrattese       | 35 | 30 | 14 | 7  | 9  | 53 | 36  | +17  |
|  | 7.   | Posillipo           | 32 | 30 | 13 | 6  | 11 | 42 | 30  | +12  |
|  | 8.   | Barrese             | 30 | 30 | 12 | 6  | 12 | 44 | 32  | +12  |
|  | 9.   | Giugliano           | 30 | 30 | 11 | 8  | 11 | 47 | 35  | +12  |
|  | 10.  | Aenaria             | 30 | 30 | 10 | 10 | 10 | 30 | 31  | -1   |
|  | 11.  | Afragolese          | 28 | 30 | 9  | 10 | 11 | 48 | 40  | +8   |
|  | 12.  | Quarto              | 27 | 30 | 9  | 9  | 12 | 35 | 43  | -8   |
|  | 13.  | Juve S.A.F.F.A.     | 27 | 30 | 8  | 11 | 11 | 42 | 51  | -9   |
|  | 14.  | Sanfeliciana (-1)   | 19 | 30 | 6  | 8  | 16 | 30 | 59  | -29  |
|  | 15.  | Juvenes             | 18 | 30 | 5  | 8  | 17 | 28 | 66  | -38  |
|  | 16.  | Santantimese (-2)   | 2  | 30 | 1  | 2  | 27 | 12 | 120 | -108 |

Legenda:
      Ammesso alla finale per il titolo e promozione in Serie D.
      Retrocesso in  Prima Categoria 1968-1969.
Regolamento:
Due punti a vittoria, uno a pareggio, zero a sconfitta.
Note:
Ilva Bagnolese e Sanfeliciana hanno scontato 1 punto di penalizzazione in classifica per una rinuncia.
Santantimese ha scontato 2 punti di penalizzazione in classifica per due rinunce.
Una partita è stata data persa ad entrambe le squadre.
Discrepanza di 5 gol nel computo totale reti fatte/subite.

### Girone B

#### Squadre partecipanti
| Club                   | Città                     |
| ---------------------- | ------------------------- |
| U.S. Agropoli          | Agropoli (SA)             |
| G.S. Bertoni Lampara   | Battipaglia (SA)          |
| U.S. Cavese            | Cava de' Tirreni (SA)     |
| G.S. Ebolitano         | Eboli (SA)                |
| S.S. Ercolanese        | Ercolano (NA)             |
| Pol. Gelbison          | Vallo della Lucania (SA)  |
| A.C. Nuovo Terzigno    | Terzigno (NA)             |
| A.S. Palmese           | Palma Campania (NA)       |
| G.S. Pomigliano        | Pomigliano d'Arco (NA)    |
| S.S. Portici           | Portici (NA)              |
| U.S. Pro Salerno       | Salerno                   |
| Pol. Rocchese          | Roccapiemonte (SA)        |
| S.C. Sapri             | Sapri (SA)                |
| S.C. Sarnese           | Sarno (SA)                |
| A.S. Sorrento          | Sorrento (NA)             |
| S.S. Vis Sanseverinese | Mercato San Severino (SA) |

#### Classifica finale
|  | Pos. | Squadra           | Pt | G  | V  | N  | P  | GF | GS | DR  |
|  | ---- | ----------------- | -- | -- | -- | -- | -- | -- | -- | --- |
|  | 1.   | Sorrento          | 45 | 30 | 19 | 7  | 4  | 68 | 21 | +47 |
|  | 2.   | Terzigno          | 42 | 30 | 17 | 8  | 5  | 52 | 26 | +26 |
|  | 3.   | Cavese            | 42 | 30 | 18 | 6  | 6  | 49 | 27 | +22 |
|  | 4.   | Pro Salerno       | 40 | 30 | 18 | 4  | 8  | 45 | 18 | +27 |
|  | 4.   | Sarnese           | 40 | 30 | 15 | 10 | 5  | 50 | 26 | +24 |
|  | 6.   | Portici           | 39 | 30 | 16 | 7  | 7  | 55 | 22 | +33 |
|  | 7.   | Palmese           | 30 | 30 | 11 | 8  | 11 | 42 | 46 | -4  |
|  | 8.   | GS Ebolitano      | 27 | 30 | 11 | 5  | 14 | 45 | 50 | -5  |
|  | 9.   | Ercolanese        | 26 | 30 | 8  | 10 | 12 | 32 | 40 | -8  |
|  | 9.   | Pomigliano        | 26 | 30 | 6  | 14 | 10 | 30 | 36 | -6  |
|  | 11.  | Agropoli          | 25 | 30 | 8  | 9  | 13 | 39 | 49 | -10 |
|  | 12.  | Sapri             | 24 | 30 | 7  | 10 | 13 | 29 | 48 | -19 |
|  | 13.  | Vis Sanseverinese | 23 | 30 | 6  | 11 | 13 | 35 | 55 | -20 |
|  | 14.  | Bertoni Lampara   | 21 | 30 | 6  | 9  | 15 | 24 | 43 | -19 |
|  | 15.  | Rocchese (-1)     | 16 | 30 | 5  | 7  | 18 | 31 | 60 | -29 |
|  | 16.  | Gelbison          | 13 | 30 | 5  | 3  | 22 | 26 | 60 | -34 |

Legenda:
      Ammesso alla finale per il titolo e promozione in Serie D.
      Retrocesso in  Prima Categoria 1968-1969.
Regolamento:
Due punti a vittoria, uno a pareggio, zero a sconfitta.
Note:
Rocchese ha scontato 1 punto di penalizzazione in classifica per una rinuncia.

### Finale per il titolo e promozione in Serie D
|               | Risultati |               | Luogo e data            |
| ------------- | --------- | ------------- | ----------------------- |
| Sorrento      | 1 - 0     | Vomero Napoli | Sorrento, 9 giugno 1968 |
| Vomero Napoli | 0 - 0     | Sorrento      | Napoli, 16 giugno 1968  |
|               |           |               |                         |

- Il Sorrento è campione Campano di Promozione e promosso in Serie D.